# Žygimantas Janavičius
Žygimantas Janavičius (Kaunas, 20 febbraio 1989) è un allenatore di pallacanestro ed ex cestista lituano.

## Palmarès
- Campionato lituano: 1

Žalgiris Kaunas: 2011-12
- Coppa di Lituania: 3

Prienai: 2013, 2014
Lietuvos Rytas: 2016
- Lega Baltica: 1

Žalgiris Kaunas: 2011-12